# Onegai Twins

Logo do anime "Please Twins". Está escrito o nome da animação em japonês "Onegai Tsuinzu".

Onegai Twins! (おねがい☆ツインズ, Onegai Twins), também conhecida por Please Twins, é uma série de televisão de anime, com roteiros de Yousuke Kuroda e produção da Bandai Visual, tendo sido posteriormente adaptada para um volume de mangá, publicado em dois meio-takobons em junho de 2008.

## História
A série gira em torno de uma família de 3 adolescentes, todos os quais vivem juntos, mas sem saber quais são os dois entre os três que são parentes, só se sabendo da existência do vínculo entre eles por causa de uma velha fotografia. Curiosamente, os três tem a mesma foto, que mostra um casal de 3, 4 anos em uma piscina. E como tanto na foto como os três tem olhos azuis, fica-se a dúvida do real parentesco entre eles.
A série, que é uma espécie de continuação de Onegai Teacher foi exibida inicialmente no Japão no canal de televisão por satélite WOWOW, tendo começado em 15 de julho de 2003 e tendo durado 12 episódios na televisão, além de um episódio adicional lançado como um OVA, diretamente em DVD.
O vínculo das histórias ocorre no início, com os personagens vendo a casa que aparece na fotografia, em uma reportagem da televisão sobre alienígenas. Esta reportagem cita a chegada da professora de Onegai Teacher, 2 anos antes.
O primeiro a chegar é Maiku, que aluga a casa em questão, por ter esperanças de lembrar de algo de sua família. Um dia ao ir a escola, ele ajuda Miina que estava sendo atacada por um motorista que dava carona, e também vê Karen no trem chegando a cidade.
A noite, Miina vai até a casa dele e se apresenta como irmã gêmea. Ele nem bem entendeu a ideia, quando chega Karen, que os vê com roupas de banho e desmaia. Após isto Maiku decide acolhe-las em sua casa.
A medida que a história se desenrola, ocorrem surpresas, revelações e descobertas de sentimentos por personagens profundos e ao mesmo tempo ingenuos em questões de família, exatamente por todos terem sido abandonados em orfanatos.

## Personagens

### Personagens principais
Maiku Kamishiro (神城 麻郁, Kamishiro Maiku)O personagem principal da história, Maiku tende a ter os pés sempre no chão. Ele é um programador de computadores e estudante do ensino médio. No início da história ele mora sozinho, mas logo Miina Miyafuji e Karen Onodera passam a morar com ele, após descobrirem que uma delas é irmã biológica dele, embora não se saiba qual.
Miina Miyafuji (宮藤 深衣奈, Miyafuji Miina)Miina tende a ter uma personalidade hiper-ativa e se apaixona por Maiku, embora tenha medo de demonstrar seus sentimentos já que ela pode ser irmã dele.
Karen Onodera (小野寺 樺恋, Onodera Karen)Karen é normalmente uma garota muito tímida que tende a desmaiar quando as coisas ficam complicadas, falando Nyu antes de cair. Da mesma forma que Miina, ela se apaixona por Maiku, mas também tenta não mostrar seus sentimentos, já que ela pode ser irmã dele.

### Personagens secundários
Haruko Shidō (四道 晴子, Shidō Haruko)Haruko é a irmã de Matagu e é muito imatura. Embora ela saiba que seu irmão é um pervertido, ela normalmente não presta atenção em questões ligadas a sexo.
Kousei Shimazaki (島崎 康生, Shimazaki Kōsei)É um dos amigos mais chegados de Maiku. Ele costuma fingir ser gay, mas, em segredo, gosta de Tsubaki Oribe.
Tsubaki Oribe (織部 椿, Oribe Tsubaki)É a vice-presidente do conselho estudantil e normalmente age sempre de forma muito séria. Gosta de Maiku, e a única pessoa que sabe é Ichigo Morino.
Ichigo Morino (森野 苺, Morino Ichigo)É a presidente do conselho estudantil e um dos personagens que vêm de Onegai Teacher. Ichigo normalmente evita companhias masculinas, em parte porque ela sofre de uma doença rara que a deixou numa espécie de coma por seis anos, paralisando seu processo de envelhecimento. Assim, embora ela tenha 23 anos, parece ter 17 ou menos.
<!== Em Onegai Teacher, 2 anos "antes", ela tinha 20 anos, mas "parou" por 6 ou seja copro de 14) ⇒
Matagu Shidō (四道 跨, Shidō Matagu)Matagu é um veterano da escola de Maiku. Age sempre como um pervertido, mas na verdade tem uma boa natureza.
Mizuho Kazami (風見 みずほ, Kazami Mizuho)Professora da escola dos personagens principais, na verdade é uma alienígena. É casada com um dos alunos da escola, Kei Kusanagi, que sofre da mesma doença de Ichigo e parece ter cerca de 18 anos, embora tenha 22.
<!== Em Onegai Teacher, 2 anos "antes", ele tinha 18 anos, mas "parou" por 3 ou seja copro de 15) ⇒
Kei Kusanagi (草薙 桂, Kusanagi Kei)Personagem principal de Onegai Teacher. Aparece de vez em quando em Onegai Twins, mas sempre sem falar nada. A única vez que ele fala é no OVA. Kei sofre da mesma doença que Ichigo (ele chama de Tentai) e ficou em coma, sem envelhecer, por 3 anos. Assim, ele tem 21 anos, mas parece ter 18. É casado com Mizuho Kazami.
<!== Em Onegai Teacher, 2 anos "antes", ele tinha 18 anos, mas "parou" por 3 ou seja copro de 15) ⇒
Koishi Herikawa (縁川小石, Heikawa Koishi)Outro personagem de Onegai Teacher que aparece brevemente na série, Koishi é uma aluna da mesma escola onde estudam os personagens principais. Sua família é dona da Mercearia Herikawa, onde Miina e Karen trabalham em meio horário.

## Música
- Tema de abertura: Second Flight, por KOTOKO
- Tema de encerramento: Asu E no Namida por Mami Kawada